# グレイテスト・ゲーム
『グレイテスト・ゲーム』（原題: The Greatest Game Ever Played）は、2005年に公開されたアメリカ映画。製作はウォルト・ディズニー・ピクチャーズ、監督はビル・パクストン。
ゴルファーのフランシス・ウィメットとハリー・バードンの半生、そして彼らが出場した1913年の全米オープンの模様について描かれた、伝記映画である。撮影の多くはカナダのケベック州モントリオールで行われ、ゴルフのプレーシーンは同州カナワクにあるカナワキ・ゴルフクラブ (The Kanawaki Golf Club) で撮影された。
興行収入は伸び悩んだものの、感動的な物語やリアルな時代考証、演者たちの本格的なゴルフスイングと斬新な撮影技術が織り交ぜられたプレーシーンなどからその評価は高く、「ウォルト・ディズニー・ピクチャーズ社のスポーツ映画の中でも最高の出来の一つ」などと評された。著名な映画評論家のロジャー・イーバートも本作を高く評価し、4つ星中3つ星を与えている。

## あらすじ
労働者階級の家庭に生まれた米国人少年フランシス（シャイア・ラブーフ）は、ある日、不動の英国人チャンピオン、ハリー・バートン（スティーヴン・ディレイン）に出会い、ゴルフの魅力を知る。家の隣のゴルフコースでキャディーをしながら家計を助け、その才能は開花し、学生アマチュアとしては優秀な成績をあげていた。しかし、当時のゴルフは上流階級が楽しむスポーツであり、貧しいフランシスを歓迎する世界ではなかった。ゴルフにのめり込んでいく息子を父親は厳しくたしなめ、身のほどをわきまえ労働にいそしむよう、叱責する。しかし、それは理不尽な階級の差別から息子を守りたいという優しい親心からだった。激しい親子喧嘩の末、全米アマチュア選手権で負けたらきっぱりゴルフから手を引くことを約束し、そして闘いに敗れてしまう。約束どおり、ゴルフをきっぱり諦めスポーツショップの店員として働くフランシスの元に、ある日思いがけない知らせが届く。それは、全米オープン出場の誘いだった…。

## キャスト
- フランシス・ウィメット - シャイア・ラブーフ
- ハリー・バードン - スティーヴン・ディレイン
- テッド・レイ（英語版） - スティーヴン・マーカス（英語版）
- ノースクリフ卿 - ピーター・ファース
- アーサー・ウィメット - イライアス・コティーズ
- アレックス・キャンベル（英語版） - ルーク・アスキュー
- エディー・ロワリー - ジョシュ・フリッター（英語版）
- サラ・ウォリス - ペイトン・リスト（英語版）
- メアリー・ウィメット - マーニー・マクフェイル（英語版）
- ジョン・マクダーモット（英語版） - Michael Weaver
- ステッドマン・コムストック - レン・キャリオー
- ブロック卿 - マイケル・シネルニコフ（英語版）
- フレディ・ウォリス - マックス・カッシュ（英語版）
- ウィリアム・ハワード・タフト - ウォルター・マッセイ（英語版）
- ウィルフレッド・リード - ジョージ・アスプレイ（英語版）
- テッド・ヘイスティングス - Justin Ashforth
- バリトン - Mike 'Nug' Nahrgang
- ランナー - ジェシー・ラス